# Skibniew-Podawce (gromada)
Skibniew-Podawce – dawna gromada, czyli najmniejsza jednostka podziału terytorialnego Polskiej Rzeczypospolitej Ludowej w latach 1954–1972.
Gromady, z gromadzkimi radami narodowymi (GRN) jako organami władzy najniższego stopnia na wsi, funkcjonowały od reformy reorganizującej administrację wiejską przeprowadzonej jesienią 1954 do momentu ich zniesienia z dniem 1 stycznia 1973, tym samym wypierając organizację gminną w latach 1954–1972.
Gromadę Skibniew-Podawce z siedzibą GRN w Skibniewie-Podawcach utworzono – jako jedną z 8759 gromad na terenie Polski – w powiecie sokołowskim w woj. warszawskim, na mocy uchwały nr VI/10/21/54 WRN w Warszawie z dnia 5 października 1954. W skład jednostki weszły obszary dotychczasowych gromad Dybów, Hilarów, Kostki, Kostki-Pieńki, Pogorzel, Skibniew-Podawce, Skibniew-Kurcze i Skibniew-Sągole ze zniesionej gminy Chruszczewka oraz obszar dotychczasowej gromady Emilianów ze zniesionej gminy Grochów w tymże powiecie. Dla gromady ustalono 18 członków gromadzkiej rady narodowej.
31 grudnia 1959 do gromady Skibniew-Podawce przyłączono wieś Ratyniec Nowy ze znoszonej gromady Ratyniec Stary oraz wsie Buczyn Dworski, Buczyn Nowy i Buczyn Szlachecki ze znoszonej gromady Telaki w tymże powiecie.
31 grudnia 1961 do gromady Skibniew-Podawce włączono wsie Chmielnik i Suchodół-Pieńki ze znoszonej gromady Suchodół Włościański w tymże powiecie.
Gromada przetrwała do końca 1972 roku, czyli do kolejnej reformy gminnej.